# Forces armées de la république démocratique du Congo
Les Forces armées de la république démocratique du Congo (FARDC) sont les forces armées officielles de la république démocratique du Congo anciennement appelées Forces armées zaïroises (FAZ).

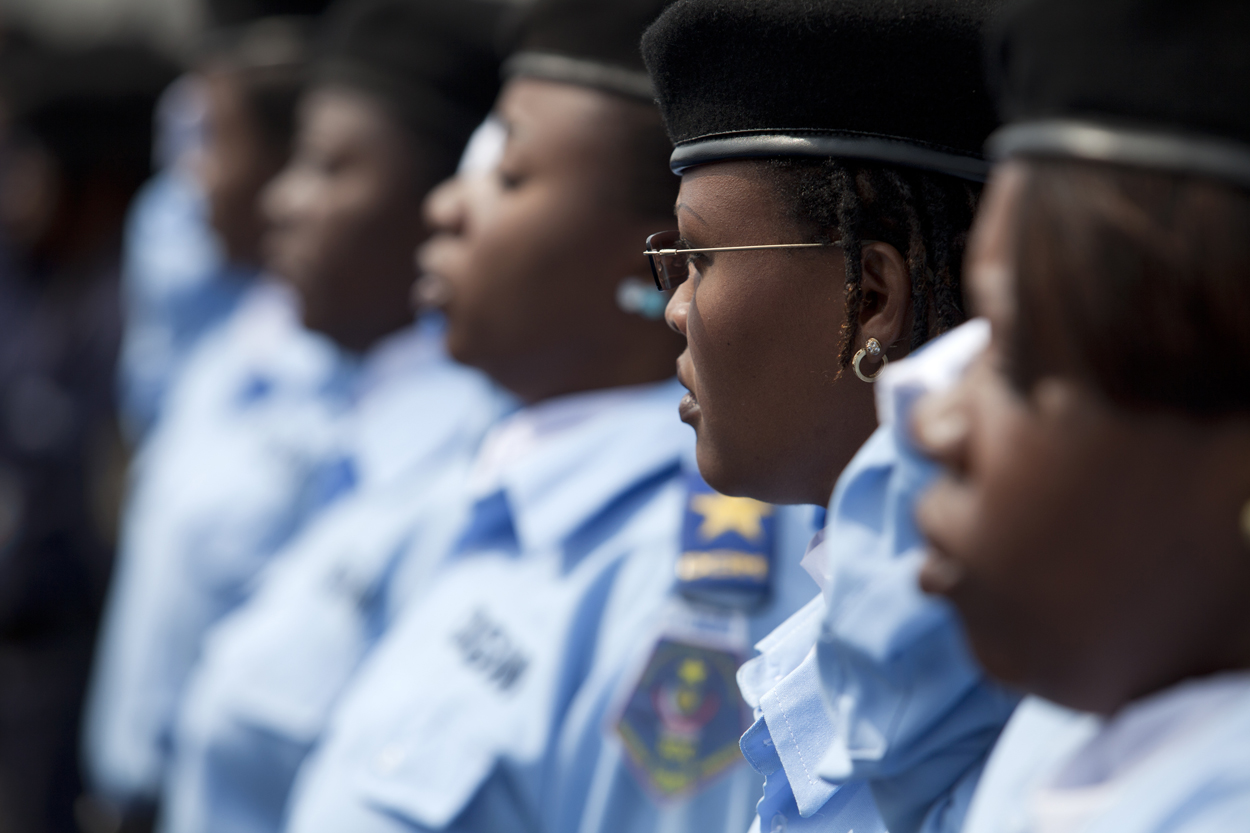

En 2025 selon une étude du Global fire power index‚ l’armée de la république démocratique du Congo est classée 8e dans le classement des puissances militaires en Afrique et 66e dans le classement mondial.

## Situation
(juin 2024).
Les Forces armées de la république démocratique du Congo (FARDC) sont entrées dans un processus de reconstruction après la fin de la deuxième guerre du Congo en 2003. Le gouvernement à Kinshasa, les Nations unies (avec la Mission de l'Organisation des Nations unies en république démocratique du Congo d'un effectif total de 22 000 personnels fin 2009), l’Union européenne (avec sa mission militaire EUSEC RD Congo et sa mission en 2006 EUFOR RD Congo) et des partenaires bilatéraux comme l’Angola, l’Afrique du Sud et la Belgique essaient de créer une force viable capable de réaliser les missions qui lui sont confiées, la plus importante étant la sécurité et stabilité pour la nation.
Cependant, la réussite de ce processus paraît incertaine, car on assiste à un retour de la corruption et le gouvernement congolais éprouve énormément de difficulté à gérer et contrôler ses forces armées. On note également un manque de coordination entre les donateurs internationaux. Enfin, il est très important de souligner que les FARDC se constituent en partie sur base d'une tentative de regroupement et d'intégration (le brassage et le mixage) au sein d'une structure de commandement unique des forces militaires tant du gouvernement légal de Kinshasa que des anciens mouvements de rébellion qui ont divisé le pays, en particulier depuis la seconde guerre d'août 1998. Il s'agit en particulier des mouvements Maï-Maï, des troupes du RCD Goma, du MLC de Jean-Pierre Bemba. De vieux antagonismes existent entre ces forces qui sont néanmoins censées opérer en harmonie au sein de l'armée, et les tentatives d'intégrer des éléments militaires du congrès national pour la défense du peuple (CNDP), sous l'obédience du Général Laurent Nkunda au Nord-Kivu, ont montré la difficulté et les limites de cette stratégie. Les conflits internes dans l'armée sont de plus en plus fréquents. L'on démontre entre autres qu'il semblerait que les problèmes de corruption soit lié au mixage Insurgés - Forces gouvernementales.
Mais le problème le plus important ne se trouve pas là. En dépit de l'aide internationale, la RDC, auparavant le Zaïre, au vu du profond sous-développement dans laquelle elle s'est enfoncée, n'a pas les ressources suffisantes pour se doter d'une armée régulière, bien gérée, dont les forces sont casernées. L'impossibilité de survivre dans ces conditions les amènent à vivre sur le dos de la population par le biais d'exactions et de spoliations constantes, principalement en zones rurales. La paysannerie, déjà la partie la plus pauvre de la population, paye le plus lourd tribut alors qu'elle est celle qui devrait être protégée par l'armée qui exerce en principe un rôle de maintien de l'ordre public, aux côtés de la police nationale. On assiste donc à un retour à la situation que le pays a connue à la fin de l'ère mobutiste où les militaires étaient devenus la crainte majeure de la population. La MONUC se voit donc obligée dans certains cas de protéger les populations civiles des violences qui sont le fait des forces armées.
Cette dramatique évolution s'est encore aggravée par le nombre croissant de violences sexuelles perpétrées par les militaires dans les campagnes dans un contexte de relative impunité, les poursuites engagées contre les auteurs de ces sévices par la juridiction militaire étant très limitées au regard de l'étendue du phénomène.

## Historique
En 1960, avec l'indépendance de la république du Congo de la Belgique, la Force publique changeait son nom en Armée nationale congolaise (ANC) et se trouvait plongée dans la crise congolaise.
La première guerre du Congo et la deuxième guerre du Congo ont fait des ravages dans la région avec les plus importantes pertes humaines depuis la Seconde Guerre mondiale malgré l'absence de grandes batailles rangées.
A partir de 1999, les différents acteurs du conflit vont mettre en œuvre un ensemble d'accords, qui permettent d'aboutir à la fin de la deuxième guerre du Congo, et le 30 juin 2003, à la constitution d'un gouvernement de transition, au sein duquel les pouvoirs sont réparti entre les anciens belligérants. Un des objectifs de ce gouvernement, dans le cadre de l'accord de Sun City, est la formation d'une armée nationale, restructurée et intégrée. Dans cette optique, le gouvernement de transition organise la mise en place d'une nouvelle armée nationale, qui prendra le nom de forces armées de la république démocratique du Congo (FARDC), en fusionnant les différents groupes armés, par le biais d'un processus nommé brassage. Ce processus consiste à intégrer les combattants des rébellions armées congolaises, au sein de l'armée régulière, au terme d'une formation de 45 jours, et de les affecter en diverses régions du pays, différentes de leurs zones de combats initiales.
Maintenant[Quand ?], elle compte environ quatorze brigades intégrées, et un nombre inconnu de brigades non-intégrées, qui sont constituées exclusivement par une seule faction, comme le RCD ou le Mouvement de libération du Congo[Passage à actualiser].
Cette force est confrontée depuis sa formation à de multiples conflits sur le territoire congolais, dont ceux de la guerre du Kivu, où les FARDC affrontent dans un premier temps le congrès national pour la défense du peuple (CNDP) de Laurent Nkunda (2006-2009), puis en 2012, la rébellion du Mouvement du 23 Mars (M23), créé à la suite de la mutinerie d'anciens soldats du CNPD intégré au FARDC, qu'elle a vaincu en novembre 2013, avec l'appui des Nations unies. A partir de novembre 2021, elle est de nouveau confrontée au M23, à la suite de la reprise et de l'intensification des combats de cette rébellion dans le Nord-Kivu.

## Organisation
Les Forces armées de la république démocratique du Congo comprennent dans leur organisation :
- l’État-Major Général ;
- La Force terrestre ;
- La Force aérienne ;
- La Force navale ;
- Les trois zones de défense ;
- Le Corps médical ;

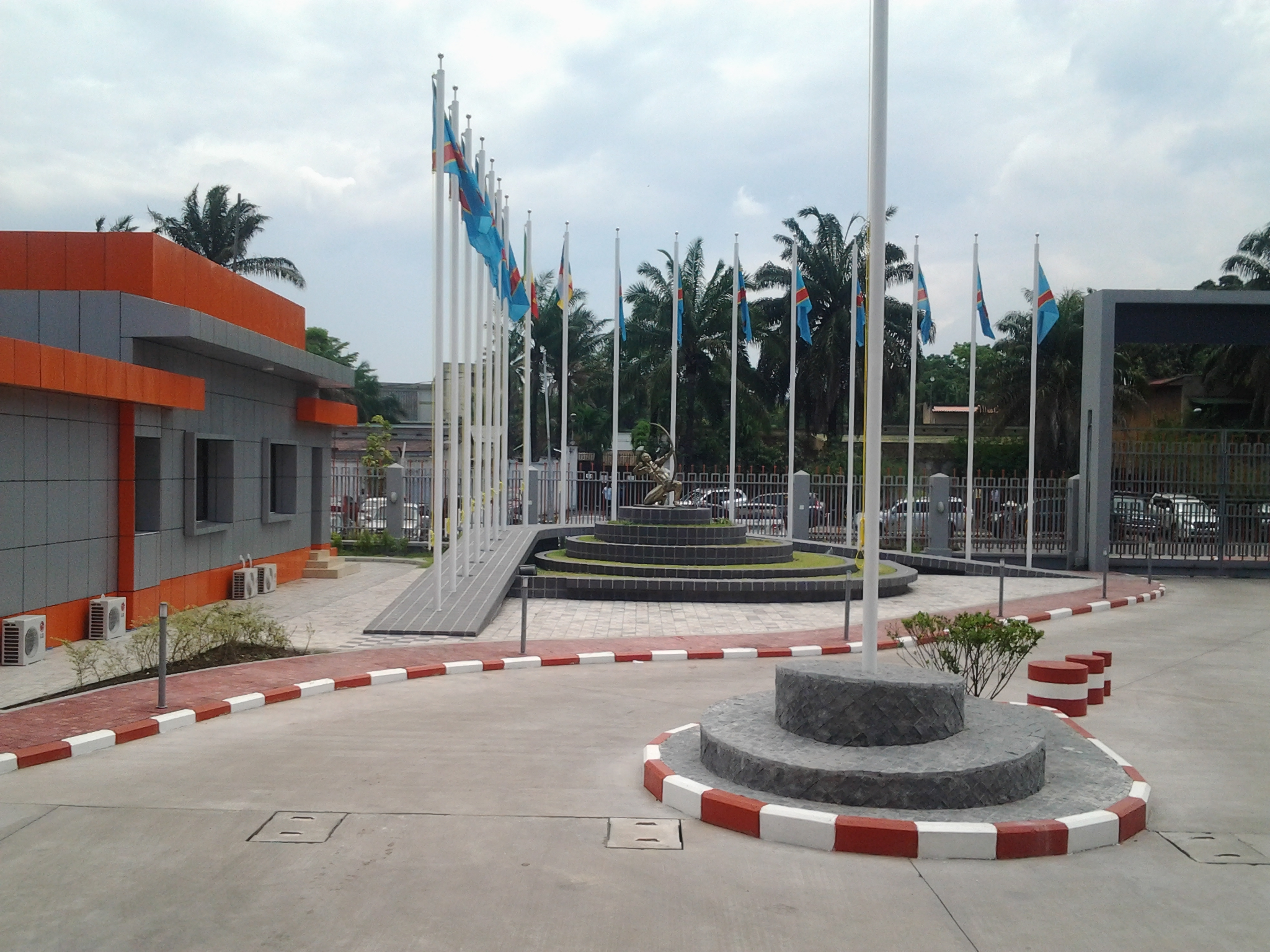
Collège des Hautes études de stratégie et de défense (CHESD) à Kinshasa.

- Le Commandement général des Écoles Militaires ;
- Le Corps logistique ;
- La Garde républicaine ;
- Le Corps des troupes de transmission ;
- Le Corps du génie ;
- Le Service d’éducation civique, patriotique et d’actions sociales ;
- Le Service de Communication et d’Information des forces armées ;
- Les Aumôneries militaires.

## Des armes et services inter forces
1. Transmission ;
2. Génie ;
3. Service de santé ;
4. Éducation physique et sports ;
5. Aumôneries militaires ;
6. Justice militaire ;
7. Administration ;
8. Logistique ;
9. Renseignement et sécurité ;
10. Musique ;
11. Service vétérinaire et agricole ;
12. Police militaire ;
13. Éducation Civique, Patriotique et Actions Sociales ;
14. Communication et Information.

### Secrétariat général à la Défense et aux Anciens combattants
Le secrétariat général à la Défense est dirigé par un officier général portant le titre de secrétaire général à la Défense. Il comprend :
- Direction des ressources humaines ;
- Direction des études, planification et coopération Militaire ;
- Direction du budget et des finances ;
- Direction de l’administration pénitentiaire ;
- Direction de la coopération militaire ;
- Direction des services généraux ;
- Direction de l’informatique;
- Services généraux.

Le secrétariat général aux Anciens combattants est dirigé par un officier général portant le titre de secrétaire général aux Anciens combattants. Il comprend :
- Direction des ressources humaines ;
- Direction des études et planifications ;
- Direction des œuvres sociales ;
- Directions des pensions, rentes et survie ;
- Direction des services généraux.

### Justice militaire
La Justice militaire est une institution indépendante relevant du pouvoir judiciaire, chargée de faire respecter la loi et de renforcer l’ordre et la discipline au sein des Forces armées.

### Inspectorat général
Il comprend :
- un inspecteur général ;
- deux inspecteurs généraux adjoints ;
- un collège des inspecteurs ;
- un collège des conseillers ;
- un secrétariat administratif ;
- une unité administrative, logistique et services.

Il est placé à la tête de l’inspectorat général des Forces armées un officier général portant le titre d’inspecteur général des Forces armées. Celui-ci est assisté de deux inspecteurs généraux adjoints, officiers généraux.

## Formation
Les organismes de formation du commandement général des écoles militaires sont les suivants:
- l’académie militaire;

- le groupement des écoles supérieures militaires;

- le groupement des écoles militaires inter-forces;

- le groupement des écoles militaires spécifiques;

- le groupement des centres d’instruction et d’entraînement.

#### L’académie militaire
L’académie militaire est implantée à Kananga et est composée de trois directions : la direction des études, la direction d'instruction et la direction centrale d'enregistrement et d'archivage. 
Elle est organisée en bataillon des élèves de trois promotion et forme en trois ans des officiers avec un niveau de graduat en sciences sociales, 
L'année académique commence en septembre et se termine en juillet et les cours vont de huit à dix-sept heures. À la tête de chaque promotion, il y a un commandant de promotion qui est un major technicien d'état-major (TEM).
Au terme de trois années de formation académique et militaire, les élèves officiers deviennent officiers-élèves ; ils iront par la suite parfaire leur formation au sein d'une école d'application pour se spécialiser dans le maniement des certaines armes et dans divers domaines.

#### Groupement des écoles supérieures militaires
Son quartier général est implanté à Kinshasa et comprend : l’école de commandement et d’État-major, l’école supérieure d’État-major, l’école supérieure d’administration militaire et le centre des conférences et des études stratégiques.

#### Groupement des écoles militaires inter-forces
Son quartier général est situé à Kamina. Il est organisé en cycles de spécialisation par catégories des militaires. Il comprend : l’école d’administration et d’informatique de Kananga, l’école d’éducation physique et de sports de Kinshasa, l'école militaire de musique de Kinshasa, l’école de police militaire de Kinshasa, l’école du renseignement militaire, l’école militaire de langues de Kinshasa ainsi que les écoles des sous-officiers de Kitona, Mura et Kisangani-Camp Base.
Groupement des écoles spécifiques aux forces et aux corps
Son quartier général est situé à Kitona, il est organisé en cycles de spécialisation par catégories des militaires. Il comprend : l’école d’artillerie de Kitona, l’école de formation et d’application des troupes blindées de Mbanza-Ngungu, l’école d’infanterie de Kitona, les écoles de vol et technique de l’air de Kamina, l’école navale d’application, l’école de maistrance de Banana, l’école logistique de Kinshasa, les écoles de santé militaire de Kitona et de Kamina, l’école du génie de Likasi ainsi que l’école des troupes de transmissions de Kananga.

#### Groupement des centres d’instruction et d’entraînement
Son quartier général est implanté à Kisangani. Il regroupe en son sein les centres d’instruction et d’entraînement suivants : le centre d’instruction de Kitona, le centre d’instruction de Kamina, le centre d’instruction de Kisangani-Camp Lukusa, le centre d’instruction de Lokandu, le centre d’entraînement commando de Luvama, le centre d’entraînement commando de Kotakoli, le centre d’entraînement des fusiliers marins d’Irebu ainsi que le centre d’entraînement des troupes aéroportées (CETA) de Kinshasa-Ndjili.

## Détection militaire des activités anti-patrie (DEMIAP)
La DEMIAP, qui a succédé au service d'actions et de renseignements militaires (SARM), est sous l'autorité, « du moins formellement, de l'état-major des Forces armées congolaises (FAC) » et elle est structurée comme suit :
- Direction de sécurité intérieure (DEMIAP/Intérieure) : le siège est établi sur l'avenue du Rail, dans la direction Kintambo/Magasin. Elle abrite également une prison célèbre connue sous le nom de Ouagadougou ;
- Direction de sécurité extérieure (DEMIAP/Extérieure) : le siège est établi dans les anciennes installations portuaires de SICOTRA, le long du fleuve Congo, dans la commune de Gombe.

Ce service serait renommé L’État-Major des Renseignements Militaires.
1. Général Sikatenda Shabani (1997-1998)
2. Colonel Damas Kabulo Mydia Vita (1998-2001)
3. Général Dieudonné Kayembe Mbandakulu (2002-2003)
4. Général Didier Etumba Longila (2003-2007)
5. Général Kitenge Tundwa (2007-2013)
6. Général Delphin Kahimbi Kasaghe (2013-2020)
7. Colonel Ngambi Malumalu Joël(2024 à 2025)

## Chefs d’état-major
Les chefs d’état-major généraux successifs de la RDC depuis 1960
| Années            | Nom                             | Grade                    | Province d’origine |
| ----------------- | ------------------------------- | ------------------------ | ------------------ |
| 1960- ?           | Victor Lundula                  | Général principal        |                    |
| 1964-1965         | Joseph-Désiré Mobutu            | Colonel                  | Équateur           |
| 1965-1972         | Bobozo                          | Général                  |                    |
| 1970-1990         | Jean-Pierre Somao Gbodo Mbele   | Général                  |                    |
|                   | Babia Zongbi                    | Capitaine-Général        |                    |
|                   | Singa Boyenge                   | Général d’armée          | Haut-Zaïre         |
|                   | Eluki Monga Aundu               | Général                  | Équateur           |
|                   | Lomponda                        | Amiral                   | Équateur           |
| 1990-1991         | Mazembe Ma Egbanga              | Général de corps d’armée | Équateur           |
| 1991-1993         | Mahele Lioko Bokungo            | Général                  | Équateur           |
| 1993-1996         | Eluki Monga Aundu               | Général                  | Équateur           |
| 1996-1997         | Mahele Lioko Bokungo            | Général                  | Équateur           |
| 1997-juillet 1998 | James Kabarebe                  |                          | Rwandais           |
| 1998 – 1998       | Célestin Kifwa                  |                          | Katanga            |
| 1998 – 2001 ?     | Sylvestre Lwetcha               |                          |                    |
|                   | Joseph Kabila                   | Général-major            | Katanga            |
| 2001-2004         | Baudouin LiwangaMata Nyamuniobo | Amiral                   | Équateur           |
| 2004-2007         | Philemon Kisempia Sungilanga    | Lieutenant-Genéral       | Lomami             |
| 2007-2008         | Dieudonné Kayembe Mbandakulu    | Lieutenant-Général       | Kasaï-Oriental     |
| 2008-2018         | Didier Etumba Longomba          | Général d’armée          | Équateur           |
| 2018-2022         | Célestin Mbala Munsense         | Général d’armée          | Bas Congo          |
| 2022-2024         | Christian Tshiwewe Songesha     | Lieutenant-général       | Katanga            |
| depuis 2024       | Jules Banza Mwilambwe           | Lieutenant-général       |                    |

## Haut commandement militaire
Les membres du haut commandement militaire sont :
- Le chef d'état-major des Forces armées de la république démocratique du Congo (en) ;
- Les chefs d’état-major généraux adjoints des Forces armées de la république démocratique du Congo ;
- Le chef d’état-major de la Force terrestre ;
- Le chef d’état-major de la Force aérienne ;
- Le chef d’état-major de la Force navale ;
- Les commandants des zones de défense ;
- Les cous-chefs d’état–major à l’état–major général ;
- Le commandant général des écoles militaires ;
- Le commandant du corps médical ;
- Le commandant du corps logistique ;
- Le commandant du service d’éducation civique, patriotique et d’actions sociales ;
- Le commandant du corps des troupes de transmissions ;
- Le commandant du corps de génie ou le renseignement militaire ;
- Le commandant du service de communication et d’information.

## Effectifs et budget

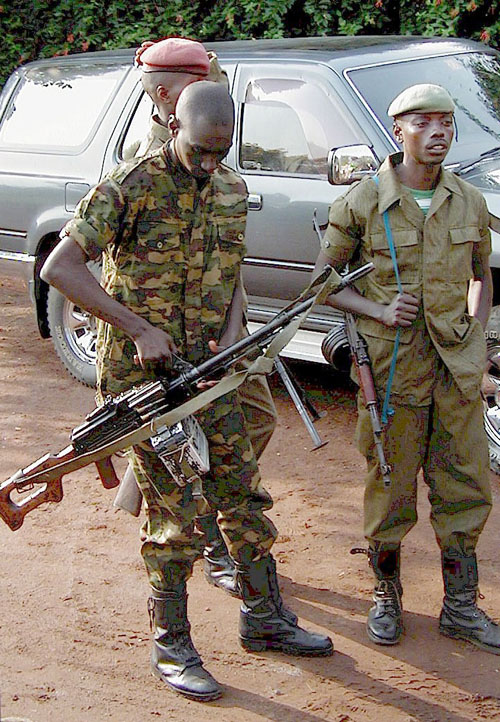
Rebelles de l'est du Congo en 2001, armés d'une mitrailleuse Kalachnikov et d'un fusil d'assaut AKMS.

En 2004, le budget de la Défense est officiellement de 93,5 millions de dollars US soit 1,5 % du produit national brut. En 2022, il est estimé à 0,6 % du PIB
Fin 2006, l’armée congolaise compte près de 350 000 hommes selon le lieutenant général Kisempia Kisempia, alors chef d'état-major général des FARDC, qui a reconnu l’existence de problèmes d’hébergements des troupes.
Les observateurs militaires étrangers estimaient alors les effectifs de cette armée, en pleine restructuration, à environ 200 000 hommes, les milices ayant été officiellement intégrées dans celle-ci.
En avril 2009, le ministère de la Défense et l'état-major des Forces armées de la république démocratique du Congo recensent 129 000 hommes sous les armes.
En 2013, pour la première fois de l'histoire de l'armée congolaise, trois femmes sont nommées générales. Il s'agit de Marie-Josée Mbuyi Tshivuadi, Micheline Sasa et Bolingo Lese Rendu.

## Grades et salaires
(décembre 2017).

BD et logiciel de gestion de paie des militaires FARDC.
Barème publié en novembre 2014 et mis en application jusqu'à nos jours.
Ce dernier est toujours effectué en francs congolais et vu l'instabilité de cette monnaie, il est impossible d'avoir une estimation constante en dollars ou une autre monnaie étrangère.
Grades et salaires en Franc congolais (CDF) et échelle indiciaire du traitement de base selon la loi no 13/005 du 15 janvier 2013 portant statut du militaire des Forces armées de la république démocratique du Congo.
| Grade                                                      | Salaire (CDF/mois) | Échelle indiciaire |
| ---------------------------------------------------------- | ------------------ | ------------------ |
| Général d'armée ou grand amiral                            | 200 000            | 1200               |
| Lieutenant général ou amiral                               | 195 000            | 1100               |
| Général-major ou vice-amiral                               | 190 000            | 1041               |
| Général de brigade ou contre-amiral                        | 185 000            | 980                |
| Colonel ou capitaine de vaisseau                           | 180 000            | 920                |
| Lieutenant-colonel ou capitaine de frégate                 | 175 000            | 800                |
| Major ou capitaine de corvette                             | 170 000            | 700                |
| Capitaine ou lieutenant de vaisseau                        | 165 000            | 600                |
| Lieutenant ou enseigne de vaisseau                         | 160 000            | 550                |
| Sous-lieutenant ou enseigne de vaisseau de deuxième classe | 155 000            | 530                |
| Adjudant-chef ou maître chef principal                     | 138 000            | 400                |
| Adjudant de première classe ou premier maître chef         | 136 000            | 360                |
| Adjudant ou maître chef                                    | 134 000            | 330                |
| Premier sergent major ou premier maître                    | 132 000            | 300                |
| Sergent major ou second maître                             | 130 000            | 275                |
| Premier sergent ou maître                                  | 128 000            | 250                |
| Sergent ou quartier maître                                 | 126 000            | 220                |
| Caporal ou premier matelot                                 | 124 000            | 180                |
| Soldat de première classe ou deuxième matelot              | 122 000            | 160                |
| Soldat de deuxième classe ou matelot                       | 120 000            | 150                |
| Recrue ou mousse                                           | 120 000            | 120                |

## Effectifs au début des années 2010
Voici l'effectif des forces maintenu dans le Plan de Réforme des FARDC : 145 000 hommes à repartir comme suit
- Force terrestre : 85 000 soldats (les différentes milices qui combattent au profit de Kinshasa dans l'est et le centre du pays ne sont pas comptées)
- Force navale : 20 000
- Force aérienne : 10 000
- Commandement et contrôle, commandement général de l'instruction, corps et services d'appui : 30 000
- Brigade : 3 500 hommes
- Bataillon : 944 hommes

## Équipements

### Force terrestre
Les armes et services organisés au sein de la force terrestre : infanterie, artillerie et blindé. La force terrestre devra à terme[Quand ?] être composée de 15 brigades d'infanterie (ex-brigade intégrée), 3 brigades commando (unité de réaction rapide : 11e, 31e et 32e brigades) et de 3 divisions mécanisées (unité de défense principale)
Matériels :
- FN FAL
- FN FNC
- FN MAG
- M16A1
- IMI Galil
- AK-47, AKM-59 et leurs copies dont des Fusils Type 56 chinois et des Misr égyptiens
- Mitrailleuse PKM
- char T-54/T-55 20
- char type 62 48
- char type-59 30/20 (produit par l'industrie de l'armement de la république populaire de Chine).
- véhicules blindés de reconnaissance AML-60 et 90 (60 achetés d'origine)
- véhicule de transport de troupes M113 (12)
- véhicule de transport de troupes Panhard M3 (60 achetés d'origine)
- véhicule de transport de troupes VAB 6x6 (une dizaine)
- véhicule de transport de troupes BTR-60 (36)
- une centaine d'obusiers de calibres divers (75 mm, 122, 152), 6 2S1
- une trentaine de lance-roquettes multiples d'origine russe (107 mm, 122 mm) et autant de mortiers (81 et 120 mm), 6 BM-21 d'origine tchécoslovaque
- défense anti-aérienne : missile sol-air 9K32 Strela-2, canons anti-aériens ZPU-4 (12) et M1939 37 mm (52)

La grande majorité du parc de véhicules blindés est alors hors d'usage. Les principaux moyens de transports sont divers 4x4 et camions.

### Force aérienne
Les Armes et Services organisés au sein de la force aérienne: Personnel Navigant, Personnel de Maintenance Aéronautique et Personnel Basier
Matériels :
- 2 avions de chasse Mikoyan-Gourevitch MiG-23
- 7 avions d'attaque Soukhoï Su-25
- 14 avions Aermacchi MB-326
- 1 Boeing 727 (apparu lors du défilé du 30 juin 2010)[23]
- 2 avions de transport Lockheed C-130 Hercules
- 12 avions de transport Cessna 150 et 3 Cessna 310
- 6 hélicoptères de combat Mi-24 Hind
- 5 hélicoptères Bell 47 (hors-service)
- 9 Puma et 1 Cougar[24] (moins de la moitié serait fonctionnel en 2006) ou 4 Puma et 1 Cougar opérationnels[25]
- 2 hélicoptères SA316 Alouette III
- 2 Mi-17 (apparu lors du défilé du 30 juin 2010)

Le taux de disponibilité et l'entretien de la majeure partie des moyens aériens est alors minimal voire nul.

### Force navale
Les armes et services organisés au sein de la force navale : personnel navigant, personnel technique, personnel de servitude et personnel artilleur.
Matériels:
- 1 patrouilleur classe Shanghai II de 120 t fabriqué en république populaire de Chine (un second a coulé en 2000)[26]
- 3 patrouilleurs type Piraña de 125 t fabriqué en Espagne.
- 3 patrouilleurs type Zhuk de 40 t fabriqué en Russie.
- 2 vedettes[27]

Même remarque que pour les moyens aériens.

## Situation en 2010

Fantassins armés d'AKM en entrainement au Camp Base à Kisangani le 5 mai 2010.

Les effectifs en 2010 sont d'environ 130 000 militaires pour l'armée de terre, environ 2 500 pour la marine et 2 000 pour l'armée de l'air, techniciens compris. 20 T-72 achetés à l'Ukraine début 2010 pour 84 millions de dollars américains
Des investissements ont été faits durant la décennie pour renouveler le matériel. Pour le 50e anniversaire de l'indépendance du Congo le 30 juin 2010, un grand défilé de 15 000 militaires marchant au pas de l'oie avec 400 véhicules militaires dont 70 chars de combat a présenté ceux-là. Voici les types d'armements recensés :
- 32 T-55
- 25 T-64
- 20 T-72
- 10 PT-76
- 30 AML 60
- 20 BMP-1
- 3 BTR-50
- 20 BTR-60
- 6 MT-LB
- 6 2S1 Gvozdika
- 10 2S3 Akatsiya
- 24 BM-21 Grad
- 9 RM-70
- LRM tracté  Type 62 de 100 mm
- LRM tracté Type 63 de 107 mm
- obusier tracté Type 59 de 130 mm
- 71 Obusier D-30 de 122 mm
- ZPU-2 de 14,5 mm sur camions Unimog
- 4x4 Toyota
- véhicule blindé EE-9 Cascavel

### Liste des guerres en RDC
Première république
- Crise congolaise

Deuxième république
- Première guerre du Shaba (1977)
- Deuxième Guerre du Shaba (1978)
  - Bataille de Kolwezi (1978)
- Première Guerre du Congo (1996-1997)
- Deuxième guerre du Congo (1998-2003)
- Guerre de l'Ituri (1999-2007)

Troisième république
- Guerre du Kivu (2004-?)

Interventions extérieures
- Conflit tchado-libyen (1978-1987)